# 1164年
| 千纪： | 2千纪 |
| 世纪： | 11世纪 \| 12世纪 \| 13世纪                                                                                           |
| 年代： | 1130年代 \| 1140年代 \| 1150年代 \| 1160年代 \| 1170年代 \| 1180年代 \| 1190年代                                     |
| 年份： | 1159年 \| 1160年 \| 1161年 \| 1162年 \| 1163年 \| 1164年 \| 1165年 \| 1166年 \| 1167年 \| 1168年 \| 1169年           |
| 纪年： | 甲申年（猴年）；西夏天盛十六年；金大定四年；西辽崇福元年；南宋隆興二年；大理建德元年；越南政隆寳應二年；日本長寬二年 |

## 大事记
- 贊吉王朝應埃及法蒂瑪王朝哈里發之請援，遣派將領謝爾庫赫及其侄薩拉丁率軍到埃及迎戰十字軍，多次取得勝利，後叔侄二人先後任法蒂瑪王朝大臣。
- 耶律普速完命西喀喇汗國克雷奇汗馬斯烏德將布哈拉和撒馬爾罕兩地的葛邏祿人遷往喀什噶爾地區，但引發葛邏祿人的暴動，葛邏祿人得到毀滅性的打擊，勢力在河中地區衰落。

## 逝世
- 張浚，南宋抗金將領。
- 藤原忠通